# Generalporočnik (Indija)

Generalporočnik je generalski (trozvezdni) vojaški čin Indijske kopenske vojske, ki v sklopu Natovega standarda STANAG 2116 sodi v razred OF-8. Čin je bil neposredno prevzet po istem britanskem činu, pri čemer so zamenjali krono z narodnim grbom Indije in tudi preoblikovali zvezdo.
Nadrejen je činu generalmajor in podrejen činu generala. Enakovreden je činu zračnega maršala Indijskega vojnega letalstva in činu [[admiral (Indija)|admirala Indijske vojne mornarice. 
Oznaka čina je sestavljena iz prekrižane sablje in maršalske palice ter narodnega grba Indije.
Čin generalporočnika doseže častnik običajno po 35 letih vojaške službe, pri čemer je povprečna starost 57 let.